# Ле Руа Ладюри, Эммануэль
Эммануэль Ле Руа Ладюри (фр. Emmanuel Le Roy Ladurie; 19 июля 1929, Ле-Мутье-ан-Сингле, департамент Кальвадос, Франция — 22 ноября 2023, Париж) — французский историк. Почётный профессор Коллеж де Франс, член Французской академии моральных и политических наук и Американского философского общества (1979). Представитель Школы «Анналов», ученик Фернана Броделя.

## Биография
Родился в семье политика христианско-демократической ориентации Жака Ле Руа Ладюри, бывшего министром сельского хозяйства в правительстве Виши в 1942 году и депутатом парламента в 1951—1962 годах. Эммануэль окончил Парижский университет; преподавал в Университете Монпелье.
В 1966 году издал первую крупную работу — свою диссертацию Les paysans de Languedoc (Крестьяне Лангедока). В этой работе он выдвинул тезис о статичности социально-экономической истории Лангедока.
В 1975 году была издана его самая известная работа — Montaillou, village occitan de 1294 à 1324 («Монтайю, окситанская деревня (1294—1324)»). На основании материалов, собранных в ходе борьбы с ересью катаров Жаком Фурнье, епископом Памье, а позднее ставшим папой римским под именем Бенедикта XII, Ладюри восстановил мельчайшие подробности жизни крестьян южнофранцузской деревни Монтайю на рубеже XIII—XIV веков. Исследование стало образцом целостного взгляда на живую социальную реальность прошлого, без искусственного членения на отдельные сферы исторического анализа (быт, этика, хозяйство). Книга Ладюри считается одной из классических работ микроистории. В то же время, обращалось внимание на недостаточно критическое отношение автора к источникам.
В 1973 и 1978 годах вышли два тома его работы Le territoire de l’historien (Территория историка), посвящённой методологическим вопросам.
В 1980 году вышла его работа Le Carnaval de Romans (Карнавал в Романе), посвящённая изучению массовой резни во время карнавала в южнофранцузском городке Роман в 1580 году.
Кроме того, Ладюри изучал историю климата и его влияние на социально-экономические процессы. Ученый выдвинул концепцию равновесия экодемографической системы Европы в XIV — середине XVIII веков.
Долгое время Ладюри был членом Французской коммунистической партии; в 1963 году перешёл в Объединённую социалистическую партию по причинам, связанным с подавлением восстания в Венгрии семью годами ранее.

## Научные взгляды
Эммануэля Ле Руа Ладюри считают главным выразителем идей третьего поколения Школы «Анналов». Тематика его исследований чрезвычайно широка, она охватывает такие области, как история климата, гляциология, демография, виноделие, антропометрические исследования, историческая география, история сельского хозяйства, история институтов, Ренессанс, жанр травелогов,  Религиозные войны, придворная культура, революционный террор. По мнению  П. Ю. Уварова, 
Обладая завидной исторической интуицией, он не просто умеет находить материал в самых неожиданных местах, но всю жизнь смело вторгается на новые территории, прокладывая путь для будущих любителей междисциплинарных связей. Он один из первых всерьез занялся историей климата, соотнеся данные хроник и налоговых описей с данными гляциологов, и даже сам, обзаведясь бензопилой, валил деревья на своем участке, чтобы постичь тайны дендрохронологии. Он был сторонником применения радиоуглеродных методов датировки и в команде с физиками и химиками при помощи изотопов пытался определить происхождение серебра испанских монет, чтобы понять, когда именно серебро перуанских рудников в массовом порядке хлынуло в Европу. Был также энтузиастом количественных методов, но вместе с тем его можно причислить к числу «отцов-основателей» исторической антропологии.
 Его труд «История климата» стал работой, где  были высказаны сомнения в справедливости основной идеи  Фернана Броделя о неизменности естественных факторов в истории Европы. Проанализировав данные хроник и налоговых описей, учёный сравнил их с результатами гляциологов  и пришёл к выводу о динамических изменениях естественных условий. Это позволило ему обнаружить связь между конкретными периодами «малого оледенения» (XI и XVI—XVII веков) с существенными «изменениями в экономических и социальных структурах общества Средневековья и раннего Нового времени». Другая работа учёного «Монтайю, деревня в Окситании» также отодвинула на второй план социальные структуры, выдвинув на первое место ментальности. По мнению Ле Руа Ладюри, «для отдаленной деревни в горах типичная структура феодального общества играла меньше значения, чем те представления о социуме, которые создавались людьми в процессе их повседневного взаимодействия».

## Работы
- Les Paysans de Languedoc — 1966
- Montaillou, village occitan, 1975

русск.пер.: Монтайю, окситанская деревня (1294—1324). — Екатеринбург: Изд-во Урал. ун-та, 2001. — 541 с.
- Le Territoire de l’historien Vol. 1 — 1973
- Le Territoire de l’historien Vol. 2 — 1978
- Le Carnaval de Romans, 1579—1580 — 1980
- Histoire du climat depuis l’An Mil, 1983
- L'État royal — 1987
- L’Ancien Régime — 1991
- Le Siècle des Platter (1499—1628), Le mendiant et le professeur — 1995
- Saint-Simon, le système de la Cour — 1997
- Histoire de la France des Régions — 2001
- Histoire des paysans français, de la peste noire à la Révolution — 2002
- Histoire humaine et comparée du climat — 2004
- Abrégé d’Histoire du climat — 2007

### На русском языке
- История климата с 1000 года. — Л.: Гидрометеоиздат, 1971. — 280 с.
- Монтайю, окситанская деревня (1294—1324). — Екатеринбург: Изд-во Урал. ун-та, 2001. — 541 с.
- Королевская Франция (1460—1610): от Людовика XI до Генриха IV. — М.: Международные отношения, 2004. — 412 с.
- История регионов Франции: периферийные регионы Франции от истоков до наших дней. — М.: РОССПЭН, 2005. — 429 с.